# كوبا ليبرتادوريس 1964
كأس ليبرتادوريس 1964 هو موسم من كأس ليبرتادوريس. أقيم خلال الفترة 3 أبريل 1964 وحتى 12 سبتمبر 1964، وشارك فيه  11 فريقاً، وفاز فيه إنديبندينتي.

## النهائي
وصل إلى النهائي الفريق الأرجنتيني إندبندينتي وناسيونال الأوروغواياني وأجريت المباريتان في 6 و 12 أغسطس. انتهت المباراة الأولى بالتعادل السلبي وفاز إندبدنينتي في المباراة الثانية بهدف مقابل لاشيء.

## قائمة الهدافين
| مركز | لاعب                | فريق                | أهداف |
| ---- | ------------------- | ------------------- | ----- |
| 1    | ماريو رودريغيز      | إنديبندينتي         | 6     |
| 1    | سيلينو مورا ‏        | سيرو بورتينو        | 6     |
| 3    | نيفالدو             | برشلونة             | 5     |
| 4    | لويس إدواردو سواريز | إنديبندينتي         | 4     |
| 4    | راؤول أرماندو سافوي | إنديبندينتي         | 4     |
| 4    | ديليو جامبوا ‏       | مليوناريوس          | 4     |
| 3    | فرانسيسكو فالديز    | كولو كولو           | 3     |
| 3    | لويس هيرنان ألفاريز | كولو كولو           | 3     |
| 3    | روبرتو فروخويلو     | كولو كولو           | 3     |
| 3    | دومينغو بيريز       | ناسيونال مونتيفيديو | 3     |
| 3    | فيكتور زيجارا ‏      | أليانزا ليما        | 3     |